# Mnium pyriforme
Mnium pyriforme là một loài Rêu trong họ Mniaceae. Loài này được (Hedw.) Funck mô tả khoa học đầu tiên năm 1802.